# Eli "Paperboy" Reed
Eli "Paperboy" Reed es Eli Husock (Boston, 14 de julio de 1982), un cantante y guitarrista de soul norteamericano. Su mote "Paperboy" viene de su forma de llevar una gorra que perteneció al abuelo y que recuerda a los antiguos repartidores de periódicos de los Estados Unidos.

## Carrera
Eli "Paperboy" Reed se aficionó a la música negra escuchando los discos de su padre cuando era pequeño. Aprendió de forma autodidacta a tocar el piano, la armónica y la guitarra. Fundó una banda llamada The True Loves. 
Según la información disponible en Spotify, después de conocer a la cantante Mitty Collier colaboró en su iglesia ya que Mitty Collier ahora es predicadora.

### Nominaciones
En 2009 fue nominado a los Premios Mojo por artista revelación del año.

## Discografía
- Walkin' and Talkin' and Other Smash Hits! (2004)
- Roll with You (2008)
- Come And Get It (2010)
- Nights Like This (2014)
- My Way Home (2016)
- 99 cent dreams (2019)